# Vini peruviana
Vini peruviana là một loài chim trong họ Psittacidae.
Loài này đã được tìm thấy trên 23 hòn đảo xung quanh Tahiti, nhưng bây giờ giới hạn cho tám đảo: Motu, Manuae, Tikehau, Rangiroa, Aratua, Kaukura, Apataki, Aitutaki, và có thể Harvey Island và Manihi. Bộ lông của nó chủ yếu là màu xanh đậm và có một vùng trắng trên ngực trên, cổ họng và mặt. Cá thể được nuôi nhốt đầu tiên ở Anh là bởi hầu tước của Tavistock trong những năm 1930. Ông đã được trao tặng một huy chương bạc của Liên đoàn Chó nước ngoài vì thành tích này.